# Melanomyinae
Melanomyinae (лат.) — подсемейство двукрылых из семейства каллифорид.

## Описание
На груди нет жёлтых извилистых щетинок. Высота щёк в четыре раза меньше высоты глаза. Коксоплевральная полоса на бочках груди отсутствует. В отличие от представителей подсемейства Calliphorinae, на костальной жилке снизу имеются волоски как до слияния с первой радиальной жилкой, так и после неё Церки короткие и широкие, покрыты волосками. Верхняя губа у личинок первого возраста вывернута вверх. 

## Экология
Личинки являются паразитами брюхоногих моллюсков. Самки могут как откладывать яйца (Melinda), так и рождать живых личинок (Eggiops, Paradichosia).

## Классификация
В мировой фауне 11 родов. 
- Adichosina Villeneuve, 1934
- Angioneura Brauer & Bergenstamm, 1893
- Eggisops Rondani, 1862
- Gymnadichosia Villeneuve, 1927
- Melanomya Rondani, 1856
- Melinda Robineau-Desvoidy, 1830
- Ochromelinda Villeneuve, 1915
- Onesihoplisa Villeneuve, 1926
- Paradichosia Senior-White, 1923
- Tricycleopsis Villeneuve, 1927
- Zernyiella Zumpt, 1956

## Распространение
Представители подсемейства встречаются в Голарктике, Афротропике и Ориентальной области.